# Simon Harrison
Simon Harrison (ur. 6 września 1969 roku w Northampton) – brytyjski kierowca wyścigowy.

## Kariera
Harrison rozpoczął karierę w wyścigach samochodowych w 1990 roku od startu w Festiwalu Formuły Ford, w którym uplasował się na osiemnastej pozycji. W późniejszych latach Brytyjczyk pojawiał się także w stawce Brytyjskiej Formuły Ford, Formuły Vauxhall Junior, British Touring Car Championship, Belgian Procar, National Saloon Cup Great Britain, Asian Touring Car Championship, European Touring Car Championship oraz World Touring Car Championship.
W World Touring Car Championship Brytyjczyk wystartował w pierwszym wyścigu rundy w Makau w sezonie 2005 z włoską ekipą JAS Motorsport. Ukończył ten wyścig na dwudziestej pozycji.